# Premier League de Belice 2016-17
La Premier League de Belice 2016-17 fue la edición número seis de la Liga Premier de Belice, la temporada completa consta de dos campeonatos divididos y a la vez individuales los cuales otorgan títulos de manera separada; en la primera mitad de la temporada se jugará el Torneo apertura y en la otra mitad el Torneo clausura. Al final de la temporada se calculará una tabla acumulada donde el equipo con el mayor puntaje que haya salido campeón del Apertura y/o del Clausura se clasificará para la Liga de Campeones de la Concacaf 2017-18.
Al ser una categoría única no existen descenso ni ascensos.

## Equipos participantes
| Pos. | Equipo               | Ciudad           | Estadio                  | Capacidad |
| ---- | -------------------- | ---------------- | ------------------------ | --------- |
| 1    | Police United        | San Ignacio      | Norman Broaster Stadium  | 2000      |
| 2    | Belmopan Bandits     | Belmopán         | Isidoro Beaton Stadium   | 2500      |
| 3    | Placencia Assassins  | Independence     | Michael Ashcroft Stadium | 2000      |
| 4    | Belize Defence Force | Ciudad de Belice | MCC Grounds              | 2000      |
| 5    | Hankook Verdes       | San Ignacio      | Norman Broaster Stadium  | 2000      |
| 6    | Wagiya FC            | Dangriga         | Carl Ramos Stadium       | 3500      |
| 7    | FC Belize            | Ciudad de Belice | MCC Grounds              | 2000      |
| 8    | Freedom Fighters     | Punta Gorda      | Toledo Union Field       | 1500      |
| 9    | Orange Walk          | Orange Walk      | Louisiana Field          | 2000      |

## Torneo Apertura
El torneo se jugará durante la segunda mitad del 2016, empezó el 20 de agosto y terminara 12 de diciembre.
Los nueve equipos participantes jugarán entre sí todos contra todos dos veces totalizando dieciséis partidos cada uno. Los cuatro primeros clasificados jugarán los Play-offs de apertura para determinar al campeón del certamen.

### Tabla de posiciones
Actualizado el 11 de octubre  de 2016.
|  | Pos. | Equipos              | PJ | PG | PE | PP | GF | GC | Dif. | PTS | Clasificación    |
|  | ---- | -------------------- | -- | -- | -- | -- | -- | -- | ---- | --- | ---------------- |
|  | 1º   | Belmopan Bandits     | 16 | 12 | 4  | 0  | 45 | 11 | +34  | 40  | Cuartos de final |
|  | 2º   | Belize Defence Force | 16 | 8  | 7  | 1  | 29 | 13 | +16  | 31  | Cuartos de final |
|  | 3º   | Police United        | 16 | 8  | 4  | 4  | 39 | 21 | +18  | 28  | Cuartos de final |
|  | 4º   | FC Belize            | 16 | 8  | 4  | 4  | 30 | 22 | +8   | 28  | Cuartos de final |
|  | 5º   | Placencia Assassins  | 16 | 7  | 4  | 5  | 34 | 21 | +13  | 25  |                  |
|  | 6°   | Hankook Verdes       | 16 | 7  | 3  | 6  | 27 | 24 | +3   | 24  |                  |
|  | 7º   | Wagiya FC            | 16 | 3  | 2  | 11 | 26 | 42 | −16  | 11  |                  |
|  | 8°   | Freedom Fighters     | 16 | 3  | 2  | 11 | 24 | 44 | −20  | 11  |                  |
|  | 9°   | Orange Walk          | 16 | 1  | 0  | 15 | 20 | 76 | −56  | 3   |                  |
|  |      |                      |    |    |    |    |    |    |      |     |                  |

## Fase final
|  | Semifinales                        | Semifinales                        | Semifinales                        |   |                      | Final                      | Final                      | Final                      |  |
|  | 16/17 - 17/18 de diciembre de 2016 | 16/17 - 17/18 de diciembre de 2016 | 16/17 - 17/18 de diciembre de 2016 |   |                      | 23-30 de diciembre de 2016 | 23-30 de diciembre de 2016 | 23-30 de diciembre de 2016 |  |
|  |                                    |                                    |                                    |   |                      |                            |                            |                            |  |
|  |                                    |                                    |                                    |   |                      |                            |                            |                            |  |
|  | Belmopan Bandits                   | 1                                  | 1                                  |   |                      |                            |                            |                            |  |
|  | Belmopan Bandits                   | 1                                  | 1                                  |   |                      |                            |                            |                            |  |
|  | FC Belize                          | 0                                  | 1                                  |   |                      |                            |                            |                            |  |
|  | FC Belize                          | 0                                  | 1                                  |   | Belize Defence Force | 1                          | 0                          |                            |  |
|  |                                    |                                    |                                    |   | Belize Defence Force | 1                          | 0                          |                            |  |
|  |                                    |                                    | Belmopan Bandits                   | 0 | 4                    |                            |                            |                            |  |
|  | Belize Defence Force               | 0                                  | Belmopan Bandits                   | 0 | 4                    | 3                          |                            |                            |  |
|  | Belize Defence Force               | 0                                  |                                    |   |                      | 3                          |                            |                            |  |
|  | Police United                      | 2                                  | 1                                  |   |                      |                            |                            |                            |  |
|  | Police United                      | 2                                  | 1                                  |   |                      |                            |                            |                            |  |
|  |                                    |                                    |                                    |   |                      |                            |                            |                            |  |

### Play-offs de apertura
Se jugará entre los cuatro primeros clasificados de la liga a doble partido (ida y vuelta), el ganador de la final se proclamará campeón.

#### Semifinales
| 16 de diciembre | FC Belize | 0 - 1 | Belmopan Bandits | Estadio MCC, Ciudad de Belice |  |

| 17 de diciembre                                                                               | Belmopan Bandits | 1 - 1 | FC Belize | Isidoro Beaton Stadium, Belmopán |  |
| Global: Belmopan Bandits 2 – 1 FC Belize, Belmopan Bandits gana la serie y avanza a la Final. |                  |       |           |                                  |  |

| 17 de diciembre | Police United | 2 - 0 | Belize Defence Force | Estadio Isidoro Beaton, Belmopán |  |

| 18 de diciembre | Belize Defence Force | 3 - 1 | Police United | Estadio MCC Grounds, Ciudad de Belice |  |
| Global: Police United (r.g.v.) 3 – 3 Belize Defence Force, Police United gana la serie, al haber marcado más goles en campo contrario (regla del gol de visitante) y avanza a la final |                      |       |               |                                       |  |

#### Final
| 23 de diciembre | Belize Defence Force | 1 - 0 | Belmopan Bandits | Estadio MCC, Ciudad de Belice |  |

| 30 de diciembre                                                                                          | Belmopan Bandits | 4 - 0 | Belize Defence Force | Isidro Beaton Stadium, Belmopán |  |
| Global: Belize Defence Force 1 – 4 Belmopan Bandits, Belmopan Bandits gana la serie y se corona campeón. |                  |       |                      |                                 |  |

|                                                         |
| Belmopan Bandits Campeón del Torneo Apertura 6.° título |

## Torneo Clausura
El torneo se jugará durante la primera mitad del 2017.
Los ocho equipos participantes jugarán entre sí todos contra todos dos veces totalizando catorce partidos cada uno. Los cuatro primeros clasificados jugarán los Play-offs de clausura para determinar al campeón del certamen.

### Tabla de posiciones
Actualizado el .
|  | Pos. | Equipos              | PJ | PG | PE | PP | GF | GC | Dif. | PTS | Clasificación    |
|  | ---- | -------------------- | -- | -- | -- | -- | -- | -- | ---- | --- | ---------------- |
|  | 1º   | Belmopan Bandits     | 14 | 11 | 3  | 0  | 39 | 8  | +31  | 36  | Cuartos de final |
|  | 2º   | Police United        | 14 | 6  | 7  | 1  | 27 | 15 | +12  | 25  | Cuartos de final |
|  | 3º   | Hankook Verdes       | 14 | 7  | 4  | 3  | 21 | 16 | +5   | 25  | Cuartos de final |
|  | 4º   | Belize Defence Force | 14 | 6  | 5  | 3  | 26 | 21 | +5   | 23  | Cuartos de final |
|  | 5º   | FC Belize            | 14 | 4  | 4  | 6  | 18 | 21 | -3   | 16  |                  |
|  | 6°   | Placencia Assassins  | 14 | 4  | 1  | 9  | 17 | 22 | -5   | 13  |                  |
|  | 7º   | Freedom Fighters     | 14 | 3  | 2  | 9  | 17 | 32 | -15  | 11  |                  |
|  | 8°   | Wagiya FC            | 14 | 1  | 2  | 11 | 17 | 47 | -30  | 5   |                  |
|  | 9°   | Orange Walk          | 0  | 0  | 0  | 0  | 0  | 0  | 0    | 0   | Retirado         |
|  |      |                      |    |    |    |    |    |    |      |     |                  |

## Fase final
|  | Semifinales                 | Semifinales                 | Semifinales                 | Semifinales                 |   |                  | Final                  | Final                  | Final                  | Final                  |  |
|  | 23 - 29/30 de abril de 2017 | 23 - 29/30 de abril de 2017 | 23 - 29/30 de abril de 2017 | 23 - 29/30 de abril de 2017 |   |                  | 7 - 13 de mayo de 2017 | 7 - 13 de mayo de 2017 | 7 - 13 de mayo de 2017 | 7 - 13 de mayo de 2017 |  |
|  |                             |                             |                             |                             |   |                  |                        |                        |                        |                        |  |
|  |                             |                             |                             |                             |   |                  |                        |                        |                        |                        |  |
|  | Belmopan Bandits            | 1                           | 1                           | 2                           |   |                  |                        |                        |                        |                        |  |
|  | Belmopan Bandits            | 1                           | 1                           | 2                           |   |                  |                        |                        |                        |                        |  |
|  | Belize Defence Force        | 0                           | 1                           | 1                           |   |                  |                        |                        |                        |                        |  |
|  | Belize Defence Force        | 0                           | 1                           | 1                           |   | Belmopan Bandits | 0                      | 1                      | 1                      |                        |  |
|  |                             |                             |                             |                             |   | Belmopan Bandits | 0                      | 1                      | 1                      |                        |  |
|  |                             |                             | Hankook Verdes              | 0                           | 0 | 0                |                        |                        |                        |                        |  |
|  | Police United               | 0                           | Hankook Verdes              | 0                           | 0 | 0                | 2                      | 2(7)                   |                        |                        |  |
|  | Police United               | 0                           |                             |                             |   |                  | 2                      | 2(7)                   |                        |                        |  |
|  | Hankook Verdes              | 2                           | 0                           | 2(8)                        |   |                  |                        |                        |                        |                        |  |
|  | Hankook Verdes              | 2                           | 0                           | 2(8)                        |   |                  |                        |                        |                        |                        |  |
|  |                             |                             |                             |                             |   |                  |                        |                        |                        |                        |  |

### Play-offs de clausura
se jugarán entre los cuatro primeros clasificados de la liga a doble partido (ida y vuelta), el ganador de la final se proclamará campeón.

### Semifinales
| 23 de abril | Belize Defence Force | 0 – 1 | Belmopan Bandits | MCC Grounds, Belice |  |

| 29 de abril                                                                                              | Belmopan Bandits | 1 – 1 | Belize Defence Force | Isidoro Beaton, Belmopán |  |
| Global: Belmopan Bandits 2 – 1 Belize Defence Force, Belmopan Bandits gana la serie y avanza a la Final. |                  |       |                      |                          |  |

| 23 de abril | Hankook Verdes | 2 – 0 | Police United | Norman Broaster, San Ignacio |  |

| 30 de abril | Police United | (7) 2 – 0 (8) | Hankook Verdes | Norman Broaster, San Ignacio |  |

### Final
| 7 de mayo | Hankook Verdes | 0 – 0 | Belmopan Bandits | Norman Broaster Stadium, San Ignacio |  |

| 13 de mayo | Belmopan Bandits | 1 – 0 | Hankook Verdes | Isidoro Beaton Stadium, Belmopán |  |

|                                                        |
| Belmopan Bandits Campeón del Torneo Apertura 7° título |

## Tabla acumulada
Par elaborar la Tabla acumulada se sumarán las estadísticas del Torneo apertura y del Torneo clausura. El equipo con el mayor puntaje que haya salido campeón del Torneo apertura y/o del Torneo clausura se clasificará a la Liga de Campeones de la Concacaf 2017-18.
  Actualizado el 11 de octubre  de 2016.
|  | Pos. | Equipos              | PJ | PG | PE | PP | GF | GC | Dif. | PTS | Clasificación      |
|  | ---- | -------------------- | -- | -- | -- | -- | -- | -- | ---- | --- | ------------------ |
|  | 1º   | Belmopan Bandits     | 30 | 23 | 7  | 0  | 84 | 19 | +65  | 76  | Liga Concacaf 2017 |
|  | 2º   | Belize Defence Force | 30 | 14 | 12 | 4  | 55 | 33 | +21  | 54  |                    |
|  | 3º   | Police United        | 30 | 14 | 11 | 5  | 66 | 36 | +30  | 53  |                    |
|  | 4º   | Hankook Verdes       | 30 | 14 | 7  | 9  | 48 | 40 | +8   | 49  |                    |
|  | 5º   | FC Belize            | 30 | 12 | 8  | 10 | 48 | 43 | +5   | 44  |                    |
|  | 6°   | Placencia Assassins  | 30 | 11 | 5  | 14 | 51 | 43 | +8   | 38  |                    |
|  | 7º   | Freedom Fighters     | 30 | 6  | 4  | 20 | 41 | 76 | −35  | 22  |                    |
|  | 8°   | Wagiya FC            | 30 | 4  | 4  | 22 | 43 | 89 | −46  | 16  |                    |
|  | 9°   | Orange Walk          | 16 | 1  | 0  | 15 | 20 | 76 | −56  | 3   | Retirado           |
|  |      |                      |    |    |    |    |    |    |      |     |                    |